# Echinopluteus
Echinopluteus (w skrócie pluteus) – dwubocznie symetryczna larwa występująca u jeżowców i niektórych wężowideł, zaopatrzona w zawiązek układu pokarmowego i 6 par długich, orzęsionych ramion. Jest larwą planktotropową (posiadającą stadium dyspersyjne). Początkowo pływa swobodnie unosząc się za pomocą ramion, następnie opada na dno i – nie przyczepiając się do podłoża – przekształca w formę dojrzałą.